# زوترواده-دورپ
زوترواده-دورپ (به هلندی: Zoeterwoude-Dorp) یک منطقهٔ مسکونی در هلند است که در زوترواده واقع شده‌است. زوترواده-دورپ ۴٬۲۰۵ نفر جمعیت دارد.